# کایل اورایلی
کایل اورایلی (انگلیسی: Kyle O'Reilly؛ زادهٔ ۱ مارس ۱۹۸۷) کشتی‌گیر کشتی حرفه‌ای اهل کانادا است.